# Daishiro Miyazaki
Daishiro Miyazaki (født 21. april 1983) er en tidligere japansk fodboldspiller.
Han har spillet for flere forskellige klubber i sin karriere, herunder Roasso Kumamoto.